# Augustusburg
Augustusburg é um município da Alemanha, situado no distrito de  Mittelsachsen, no estado da Saxônia. Tem 23,42 km² de área, e sua população em 2019 foi estimada em 4.512 habitantes.